# Artemisia kopetdaghensis
Artemisia kopetdaghensis là một loài thực vật có hoa trong họ Cúc. Loài này được Poljakov mô tả khoa học đầu tiên năm 1954.